# سویتلند
سویتلند (به انگلیسی: Swithland) یک روستا و محله مدنی در بریتانیا است که در Charnwood واقع شده‌است. سویتلند ۲۳۰ نفر جمعیت دارد.